# Grammitis poeppigiana
Grammitis poeppigiana là một loài dương xỉ trong họ Polypodiaceae. Loài này được Mett. Pic. Serm. mô tả khoa học đầu tiên.